# Clay County (Mississippi)
Das Clay County ist ein County im US-Bundesstaat Mississippi. Der Verwaltungssitz (County Seat) ist West Point. Das U.S. Census Bureau hat bei der Volkszählung 2020 eine Einwohnerzahl von 18.636 ermittelt.

## Geographie
Das County liegt im mittleren Nordosten von Mississippi und hat eine Fläche von 1077 Quadratkilometern, wovon 19 Quadratkilometer Wasserfläche sind. Es grenzt an folgende Countys:
|                | Chickasaw County | Monroe County  |
| Webster County |                  |                |
|                | Oktibbeha County | Lowndes County |

## Geschichte

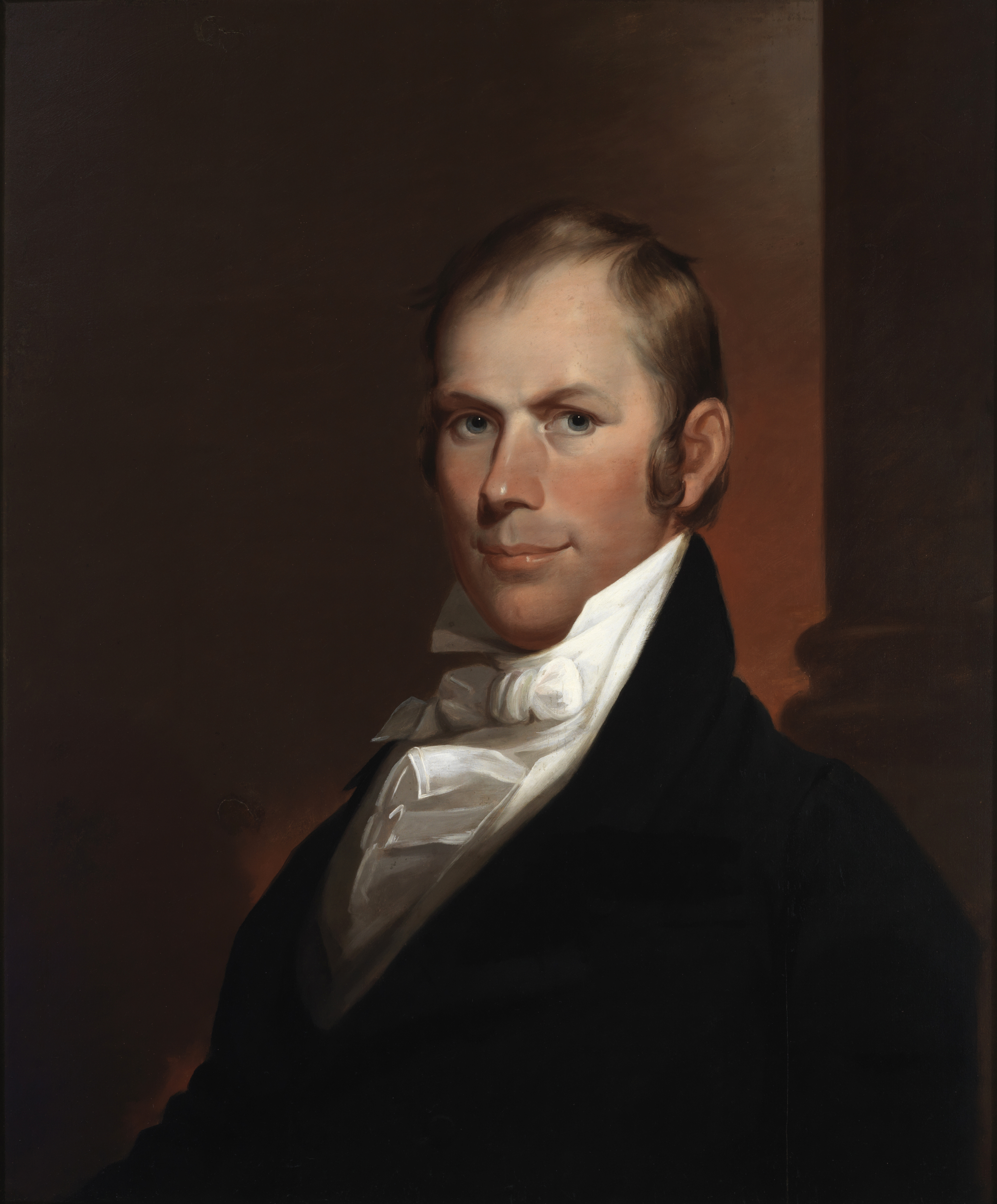
Henry Clay

Das Clay County wurde am 12. Mai 1871 aus Teilen des Chickasaw County, Lowndes County, Monroe County und des  Oktibbeha County als Colfax County gebildet und später umbenannt. Benannt wurde es nach Henry Clay (1777–1852), einem langjährigen Abgeordneten beider Häuser des Kongresses und Außenminister der Vereinigten Staaten.

Ein Ort hat den Status einer National Historic Landmark, das Herrenhaus Waverley. 28 Bauwerke und Stätten des Countys sind insgesamt im National Register of Historic Places eingetragen (Stand 1. Februar 2018).

## Demografische Daten

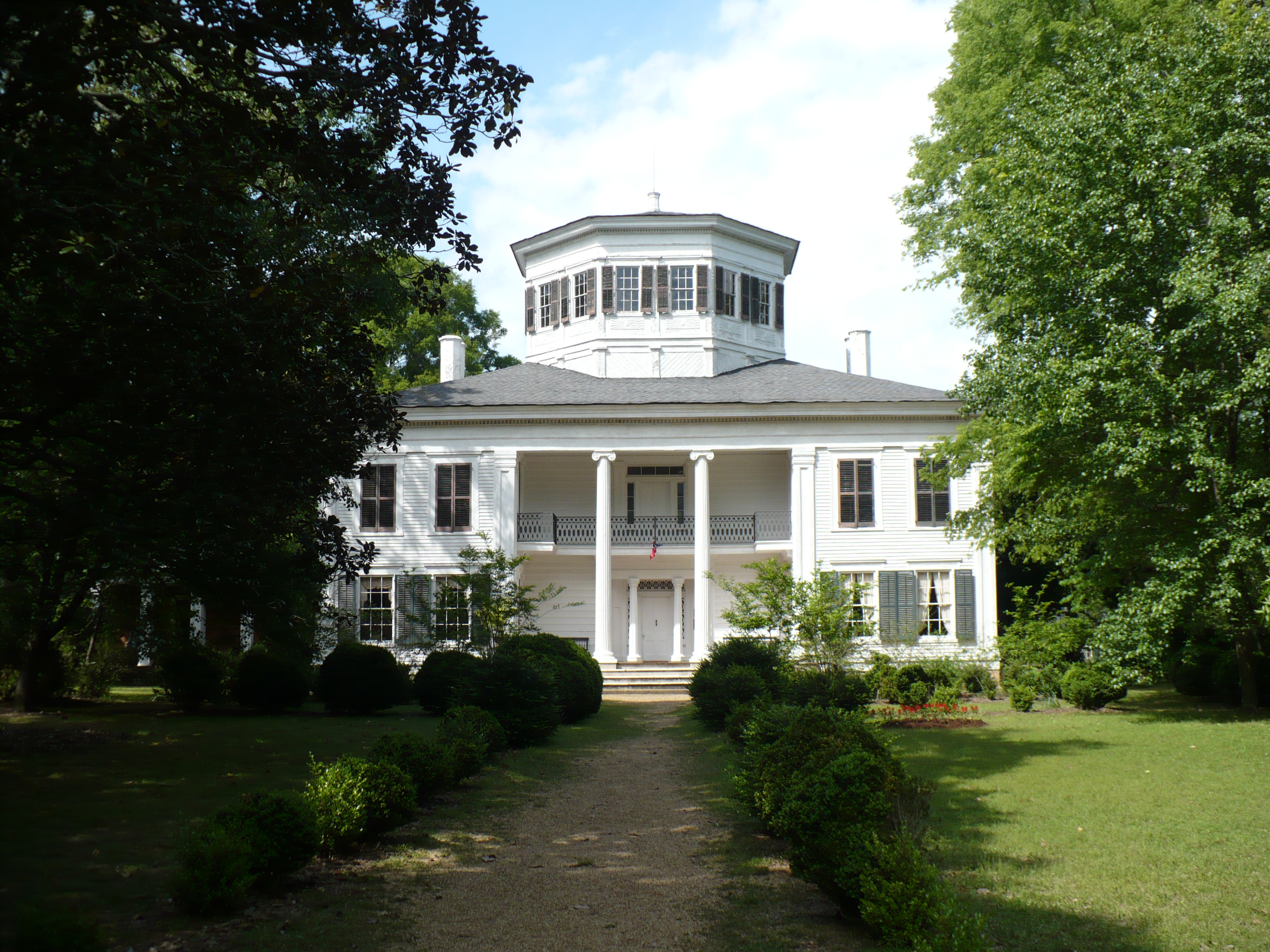
Waverley (Mississippi) in West Point

Alterspyramide des Clay Countys (Stand: 2000)

Nach der Volkszählung im Jahr 2000 lebten im Clay County 21.979 Menschen in 8152 Haushalten und 5885 Familien. Die Bevölkerungsdichte betrug 21 Personen pro Quadratkilometer. Ethnisch betrachtet setzte sich die Bevölkerung zusammen aus 42,82 Prozent Weißen, 56,33 Prozent Afroamerikanern, 0,05 Prozent amerikanischen Ureinwohnern, 0,16 Prozent Asiaten, 0,01 Prozent Bewohnern aus dem pazifischen Inselraum und 0,21 Prozent aus anderen ethnischen Gruppen; 0,42 Prozent stammten von zwei oder mehr Ethnien ab. 0,86 Prozent der Bevölkerung waren spanischer oder lateinamerikanischer Abstammung, die verschiedenen der genannten Gruppen angehörten.
Von den 8152 Haushalten hatten 35,7 Prozent Kinder unter 18 Jahren, die mit ihnen lebten. 45,8 Prozent waren verheiratete, zusammenlebende Paare, 22,4 Prozent waren allein erziehende Mütter und 27,8 Prozent waren keine Familien. 25,5 Prozent aller Haushalte waren Singlehaushalte und in 11,0 Prozent lebten Menschen im Alter von 65 Jahren oder darüber. Die durchschnittliche Haushaltsgröße lag bei 2,64 und die durchschnittliche Familiengröße bei 3,19 Personen.
28,8 Prozent der Bevölkerung war unter 18 Jahre alt, 10,4 Prozent zwischen 18 und 24, 26,5 Prozent zwischen 25 und 44, 21,1 Prozent zwischen 45 und 64 Jahre alt und 13,1 Prozent waren 65 Jahre oder älter. Das Durchschnittsalter betrug 34 Jahre. Auf 100 weibliche kamen statistisch 89,1 männliche Personen und auf 100 Frauen im Alter von 18 Jahren oder darüber kamen 83,6 Männer.

Das durchschnittliche Einkommen eines Haushaltes betrug 27.372 USD, das einer Familie 35.461 USD. Männer hatten ein durchschnittliches Einkommen von 30.038 USD, Frauen 19.473 USD. Das Prokopfeinkommen lag bei 14.512 USD. Etwa 19,2 Prozent der Familien und 23,5 Prozent der Bevölkerung lebten unterhalb der Armutsgrenze.

## Städte und Gemeinden
| - Cedarbluff - Hopewell - Montpelier - Palo Alto | - Pheba - Tibbee - Una - West Point |